# Shahvaraz
Farrukhān, noto anche come Shahrvaraz, Shahrbaraz o Shahrwaraz (in persiano شهربراز‎) (... – Ctesifonte, 9 giugno 630), è stato un generale persiano e successivamente scià dell'impero sasanide dal 27 aprile 630 al 9 giugno dello stesso anno.
Si distinse nel corso della sua vita nel ruolo di spahbod (generale) sotto Cosroe II (regnante dal 590 al 628), ma la sua ascesa definitiva coincise con gli eventi più intensi della guerra bizantino-sasanide del 602-628 e con quelli immediatamente successivi. Forte della sua gloria, usurpò il trono ad Ardashir III e divenne sovrano dell'impero sasanide, fu ucciso dai nobili iranici dopo quaranta giorni di mandato, generando un periodo di gravi tumulti politici. Fu sostituito nel suo ruolo dalla regina Boran, anche lei rimasta al potere per una parentesi abbastanza breve; nel Khorasan, invece, fu sostituito da Cosroe III, l'autorità principale de facto attiva nella regione.

## Nome
Shahrvaraz è in realtà un titolo, che letteralmente significa "il cinghiale dell'Impero". Ciò attesterebbe la sua destrezza nel comando militare e la sua personalità bellicosa, in quanto il cinghiale era l'animale associato alla divinità zoroastriana Vahram, la versione mitologica della vittoria. Shahrwarāz (nelle iscrizioni in pahlavi: 𐭱𐭲𐭫𐭥𐭫𐭠𐭰, trasl. štlwlʾc) è una crasi di due termini medio persiani, ovvero shahr, che significa "paese", e warāz, che significa "cinghiale". Questa parola è resa nelle versioni Shahrbarāz (شهربراز) in persiano moderno e in Sarbaros (dal greco: Σαρβάρος) o Sarbarus (in latino) dalle fonti bizantine, richiamando vagamente "barbaro". Nei suoi scritti, Firdusi ha adoperato la forma abbreviata Gurāz (گراز, letteralmente "cinghiale"), che deriva dal medio persiano warāz.
Secondo Ṭabarī, il suo vero nome era Farrukhān (in arabo فرخان‎?). Il nome è stato corrotto in Khoream in fonti armene e in Farāyīn (فرایین) nello Shāh-Nāmeh di Firdusi. Quest'ultimo frammentò il personaggio di Shahrbaraz in due, ovvero Farayin, che era l'usurpatore, e Shahran-Guraz, che sostenne la ribellione di Bahram Chobin.
Le fonti armene ricorrono altresì al titolo Razmyozan (scritto anche Razmiozan, Erazmiozan, Razmayuzan). Il titolo è anche citato come Rasmiozdan, Rasmiozan (in georgiano), rsmysa (in arabo رسميسة‎?, lettura incerta), Rōmēzān, Rūmīzān, Rumbūzān (Ṭabarī, Tarikh).

## Biografia

### Primi anni
Shahrvaraz apparteneva al casato di Mehrān, uno dei sette grandi casati partici, ed era figlio di un certo Ardashir. A un certo momento della sua vita, si unì all'esercito sasanide, ricoprendo con il tempo alte cariche e venendo infine nominato spahbod (generale) di Nēmrōz. Il suo rango gli consentì di prendere in moglie la sorella del re sasanide Cosroe II, Mirhran, con la quale Shahrbaraz ebbe un figlio di nome Shapur-i Shahrvaraz divenuto noto, quando salì al potere, come Sapore V. Shahrvaraz ebbe anche un altro figlio di nome Niceta, che potrebbe essere stato figlio della stessa donna o di un'altra.

### Guerra contro l'impero bizantino
Shahrvaraz viene menzionato per la prima volta quando Cosroe II diede inizio all'ultima e più devastante delle guerre bizantino-sasanidi, che durò 26 anni. Cosroe II, insieme a Shahrvaraz e ai suoi altri migliori generali, conquistò Dara ed Edessa nel 604, e a nord, i bizantini furono respinti alla vecchia frontiera precedente al 591 prima che Cosroe II desse loro la maggior parte dell'Armenia sasanide, parti della Mesopotamia e metà occidentale del regno d'Iberia. Dopo aver riconquistato il territorio perduto, Cosroe II si ritirò dal campo di battaglia e lasciò che le operazioni militari fossero portate avanti dai suoi migliori generali; tra questi rientrava Shahrvaraz. Nel 610, Eraclio, un armeno di probabile discendenza arsacide, si ribellò contro l'imperatore Foca e lo uccise, elevandosi lui stesso a capo di Costantinopoli. Dopo essere salito a capo dell'impero, allestì un grande contrattacco contro i sasanidi fuori Antiochia nel 613, ma subì una grave disfatta per mano di Shahrvaraz, che inflisse pesanti perdite ai romei e poi ne espugnò la città, garantendo al suo sovrano l'accesso navale al Mar Mediterraneo.

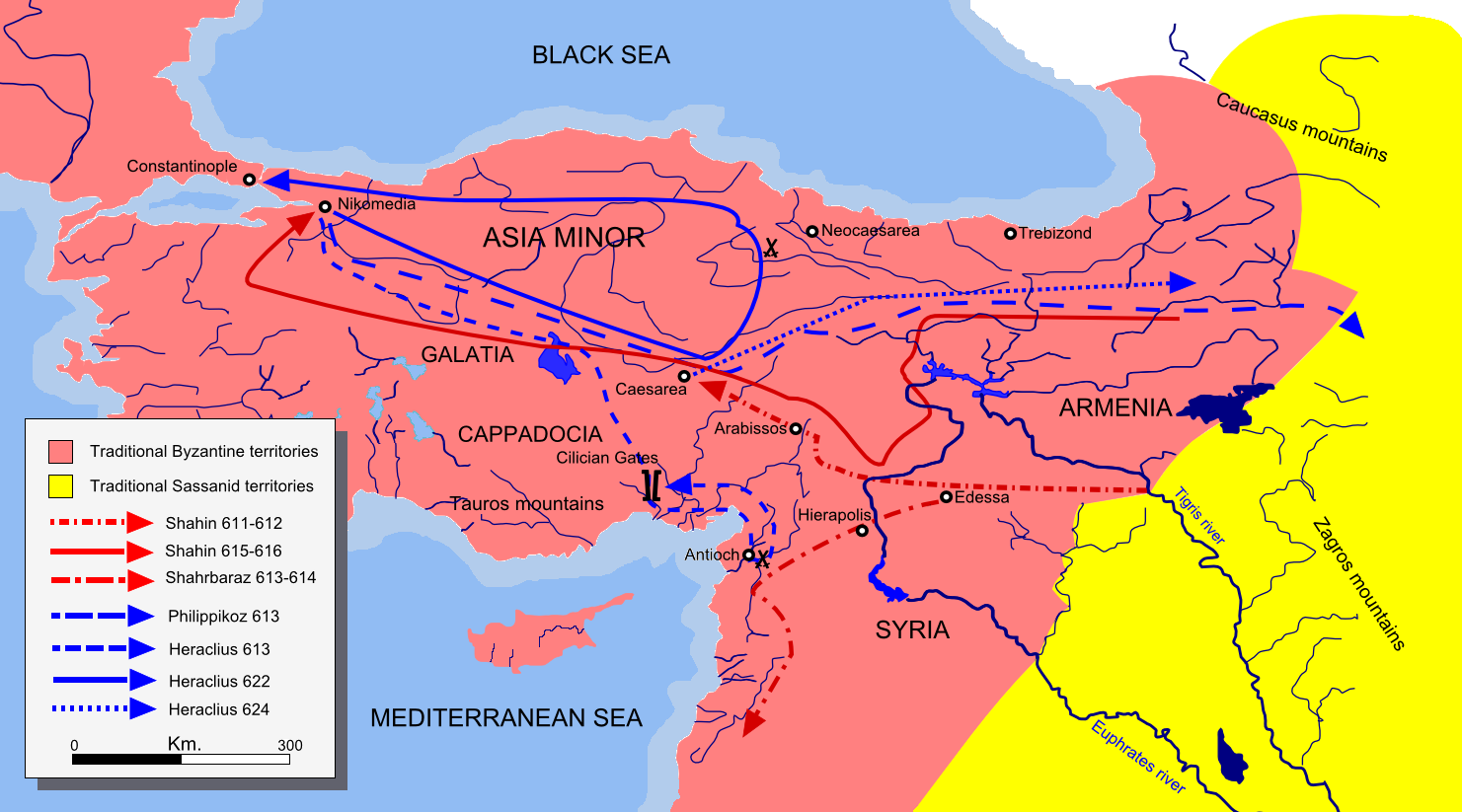
Mappa della campagna dal 611 al 624 attraverso Siria, Anatolia, Armenia e Mesopotamia

Dopo la sconfitta bizantina patita alle porte di Antiochia, Eraclio e suo fratello Teodoro, insieme al generale Niceta, unirono i loro eserciti in Siria, finendo però battuti ancora una volta da Shahrvaraz e dalle sue forze, responsabili del successivo assedio di Damasco e della cattura di un gran numero di prigionieri nemici. Inoltre, Shahrvaraz sconfisse anche un'armata bizantina dislocata vicino a Adhri'at, come testimonia il Corano. Uno degli eventi più importanti della sua carriera passò per il momento in cui guidò l'esercito in direzione della Palestina; dopo un sanguinoso assedio, si appropriò di Gerusalemme, la città sacra dei cristiani. Una volta sottomessa, portò via in trionfo la Vera Croce a titolo di trofeo. Nel 618, Cosroe II ordinò a Shahrvaraz di invadere l'Egitto e, nel 619, Alessandria, principale centro della Egitto bizantino, poté dirsi in mano sasanide.
Dopo la caduta di Alessandria, Shahrvaraz e le sue forze non si fermarono ed estesero il dominio sasanide verso sud lungo il Nilo. Nel 621, la provincia sasanide egiziana di recente istituzione era saldamente in mano a Ctesifonte e un certo Sahralanyozan ne fu nominato governatore. Nel 622, Eraclio contrattaccò contro l'impero sasanide in Anatolia; Shahrvaraz fu inviato lì per occuparsi di lui, ma alla fine venne sconfitto.
Dopo la vittoria di Eraclio, il generale sasanide marciò verso l'Albania caucasica e vi trascorse l'inverno. Shahrvaraz, insieme a Shahin e a Shahraplakan furono successivamente inviati per ordine di Cosroe II a contenere l'avanzata delle forze di Eraclio. Shahin riuscì a sconfiggere l'esercito romeo; tuttavia, a causa della gelosia che correva tra i comandanti sasanidi, Shahrvaraz si affrettò con il suo esercito a prendere parte alla gloria della vittoria. Eraclio li incontrò a Tigranocerta e sconfisse dapprima le forze di Shahraplakan e poi quelle di Shahin. Dopo questo successo, Eraclio attraversò l'Arasse e si accampò nelle pianure dall'altra parte. Shahin e Shahraplakan, con quanto restava dell'esercito al loro seguito, si unirono a Shahrvaraz all'inseguimento di Eraclio, ma le paludi li rallentarono. Nell'Aliovit, una regione dell'antica Armenia, Shahrvaraz divise le sue forze, inviando circa 6 000 soldati a tendere un'imboscata a Eraclio mentre il resto delle truppe si trovava nell'area. Eraclio scagliò un attacco notturno a sorpresa all'accampamento principale sasanide nel febbraio 625, riuscendo a sbaragliarlo. Shahrvaraz vi scampò a malapena, nudo e solo, dopo aver perso le donne del suo harem, le vettovaglie, il vestiario e la sua scorta.
Eraclio trascorse il resto dell'inverno a nord del lago di Van. Nel 625, le sue forze tentarono di respingere verso l'Eufrate. In soli sette giorni, aggirarono il monte Ararat e percorsero 320 km circa lungo il fiume Arsanias per catturare Amida e Martiropoli, due importanti fortezze sul Tigri superiore. Eraclio proseguì poi verso l'Eufrate, inseguito e pressato da Shahrvaraz. Secondo fonti arabe, fu fermato presso il fiume Satidama o Batman Su e sconfitto; le opere bizantine, tuttavia, non menzionano questo episodio. Un'altra scaramuccia minore tra Eraclio e Shahrvaraz ebbe luogo presso il fiume Seyhan vicino ad Adana. Shahrvaraz stazionò le sue forze dall'altra parte del fiume rispetto agli avversari. Poiché un ponte attraversava il fiume e i bizantini si lanciarono immediatamente all'attacco; Shahrbaraz finse di ritirarsi per condurre gli ostili in un'imboscata e l'avanguardia dell'esercito di Eraclio fu annientata nel giro di pochi minuti. I sasanidi, tuttavia, avevano trascurato di coprire il ponte, ed Eraclio attaccò la retroguardia, senza paura delle frecce che i suoi avversari orientali scagliarono, ribaltando le sorti dello scontro. Shahrvaraz espresse la sua ammirazione per Eraclio a un greco rinnegato: «Guarda il tuo imperatore! Non teme queste frecce e queste lance più di quanto temerebbe un'incudine!». La battaglia di Sarus si rivelò un successo bizantino dal punto di vista tattico, benché ingigantito dai panegiristi. Uno degli ulteriori successi riguardò il saccheggio di Dastagerd, dove si trovava la reggia di Cosroe, e dove, oltre a un grande bottino, i bizantini recuperarono «più di 300 tra stendardi e labari catturati dai sasanidi nel corso dei secoli durante le guerre con i romani». All'indomani delle operazioni, l'esercito aggressore svernò a Trebisonda.

### Assedio di Costantinopoli
Shahrvaraz, insieme a un esercito di dimensione ridotta, riuscì a farsi strada nel fianco del seguito di Eraclio e si diresse verso la Calcedonia, la base sasanide al di là del Bosforo rispetto a Costantinopoli. Cosroe II si coordinò con il khagan degli Avari in modo da lanciare un attacco coordinato a Costantinopoli da entrambi i lati europei e asiatici. Gli uomini di Shahrbaraz di stanza in Calcedonia, una volta appreso che gli Avari avevano raggiunto la propria posizione sul continente europeo, distrussero l'acquedotto di Valente. A causa del controllo della marina bizantina dello stretto del Bosforo, tuttavia, i sasanidi non potevano inviare truppe dalla parte europea per aiutare i loro alleati. Ciò ridusse l'efficacia dell'aggressione, in quanto i sasanidi erano esperti nella guerra d'assedio. Inoltre, la coalizione aveva difficoltà nel comunicare attraverso il sorvegliato Bosforo, sebbene indubbiamente fosse in essere un sistema di corrispondenza tra le controparti.

Mappa dei dintorni di Costantinopoli in epoca bizantina

Il 7 agosto, una flotta di zattere sasanide che trasportava truppe attraverso il Bosforo fu circondata e distrutta da navi romee. Gli Slavi che combattevano per gli Avari tentarono di attaccare le mura del mare dall'altra parte del Corno d'Oro, mentre il principale schieramento avaro attaccava le mura di terra. Le galee del patrizio Bono speronarono e distrussero le imbarcazioni slave, mentre l'assalto terrestre protrattosi dal 6 al 7 agosto terminò con un insuccesso. Ricevuta la notizia che Teodoro aveva trionfato in modo decisivo su Shahin (presumibilmente spingendo quest'ultimo a morire di depressione), gli Avari si ritirarono nell'entroterra dei Balcani per due giorni, non minacciando mai più seriamente Costantinopoli fino alla loro scomparsa. Anche se l'esercito di Shahrbaraz era ancora accampato in Calcedonia, ogni timore per Costantinopoli poteva dirsi scomparso.
Deluso dal fallimento di Shahrvaraz, Cosroe II inviò un messaggero che portò una lettera a Kardarigan, il comandante in seconda dell'esercito sasanide. La missiva diceva che Kardarigan avrebbe dovuto uccidere Shahrvaraz e riportare il suo esercito a Ctesifonte; tuttavia, i portatori della lettera furono intercettati in Galazia dai soldati bizantini, i quali consegnarono la lettera al futuro imperatore Costantino III e che a sua volta la affidò a Eraclio. Dopo aver letto la lettera, si offrì di mostrarla a Shahrvaraz in un incontro a Costantinopoli. Il generale accettò la sua proposta e incontrò Eraclio nella capitale, dove lesse la missiva e si convinse dell'autenticità della stessa. Shahrvaraz modificò quindi il contenuto dello scritto, nello specifico il passaggio in cui si affermava che Cosroe II desiderava l'uccisione di 400 ufficiali, facendo sì che Kardarigan e il resto dell'esercito gli rimanessero fedeli.
Il generale sasanide trasferì quindi il suo esercito nel nord della Siria, dove in tempi brevi avrebbe potuto decidere se sostenere, a seconda delle circostanze, Cosroe o Eraclio. Frastornato il comandante più abile al servizio di Cosroe, Eraclio privò il suo nemico di alcune delle sue truppe migliori e più esperte, ponendosi in una posizione di forza rispetto al suo vicino orientale.

### Rovesciamento di Cosroe II
Nel 627, Cosroe inviò una lettera a Shahrvaraz, in cui si diceva che avrebbe dovuto spedire il suo esercito a Ctesifonte. Il destinatario, tuttavia, disobbedì e si trasferì in Asuristan, dove stabilì un accampamento ad Ardashir Khurrah. Cosroe inviò quindi Farrukhzad a negoziare con lui; tuttavia, Farrukhzad cospirò segretamente contro Cosroe e si unì a Shahrvaraz.
Un anno dopo, le famiglie feudali dell'impero sasanide, stanche della guerra contro i bizantini e delle politiche oppressive di Cosroe, liberarono il figlio di quest'ultimo, Sheroe, che era stato imprigionato dal proprio padre. Le famiglie feudali includevano lo stesso Shahrvaraz, che rappresentava la famiglia Mehrān; il casato di Ispahbudhan rappresentato dallo spahbod Farrukh Hormizd e i suoi due figli Rostam Farrokhzād e Farrukhzad; la fazione armena rappresentata da Varaztirots II Bagratuni; e infine il kanarang Kanadbak. A febbraio, Sheroe, insieme ad Aspad Gushnasp, catturò Ctesifonte e imprigionò Cosroe II. Sheroe si autoproclamò re dell'impero sasanide il 25 febbraio, assumendo come nome per regnare Kavad II. Con l'aiuto di Piruz Cosroe, giustiziò tutti i suoi fratelli e fratellastri, incluso il figlio prediletto di Cosroe II Mardanshah. Tre giorni dopo, ordinò a Mihr Hormozd di uccidere suo padre. Con il placet dei nobili dell'impero sasanide, Kavad II giunse poi a una pace con l'imperatore bizantino Eraclio; ai sensi della stessa, i romei riconquistarono ogni territorio perduto, riabbracciarono i propri prigionieri e ricevettero un'indennità di guerra, insieme alla Vera Croce e ad altre reliquie perse a Gerusalemme nel 614.
In seguito alla perdita di quanto concesso al nemico in virtù del trattato di pace, l'amarezza di alcuni membri dell'aristocrazia rese possibile la costituzione di alcune entità indipendenti all'interno dell'impero sasanide. Una simile politica frammentò le risorse del paese; inoltre, dighe e canali furono abbandonati e una devastante pestilenza scoppiò nelle province occidentali dell'Iran, decimando metà della popolazione insieme a Kavad II, al quale successe Ardashir III.

### Usurpazione del trono

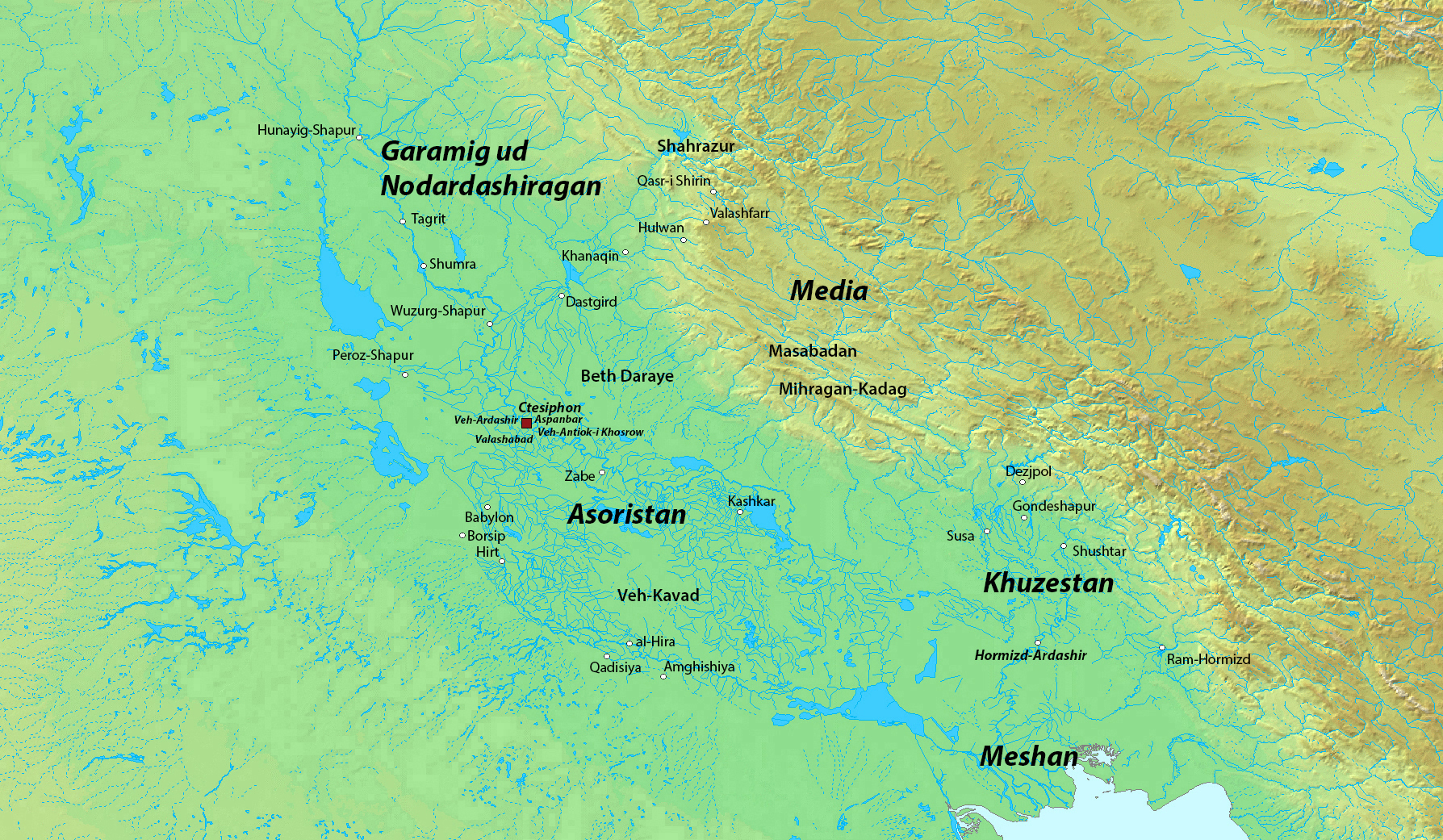
La Mesopotamia sasanide e le regioni circostanti

Dopo la morte di Kavad II, Eraclio inviò a Shahrbaraz una lettera in cui diceva:
Il 27 aprile 630, Shahrvaraz assediò Ctesifonte al comando di 6.000 uomini. Tuttavia, non riuscì a conquistare la città, ragion per cui strinse un'alleanza con Piruz Cosroe, a capo dei Parsig (persiani) e il precedente ministro dell'impero durante il regno del padre di Ardashir, Kavad II. Giunse inoltre a un'alleanza con Namdar Gushnasp, che gli era succeduto come spahbod di Nēmrōz nel 626. Shahrvaraz, con l'aiuto di queste due potenti figure, espugnò Ctesifonte, e decise di giustiziare Ardashir III insieme a molti nobili sasanidi, incluso il ministro di Ardashir Mah-Adhur Gushnasp. A quel punto, Shahrvaraz divenne il nuovo scià (re) dell'impero sasanide, e uccise Kardarigan, che si opponeva Shahrbaraz dopo la sua usurpazione del trono.
Eraclio riconobbe anche il figlio cristiano di Shahrvaraz Niceta come suo erede. In quel frangente, un cristiano iranico come erede dell'impero sasanide sembrò aprire le possibilità della cristianizzazione dell'Iran. Dopo un po' di tempo, Shahrvaraz fece crocifiggere Shamta, il figlio dell'ex ministro delle finanze Yazdin, in una chiesa di Marga. È plausibile che il motivo di questa esecuzione fosse dovuto al fatto che quest'ultimo aveva insultato Shahrbaraz durante il regno di Cosroe II. Quaranta giorni dopo, il 9 giugno 630, nel corso di una cerimonia Shahrbaraz fu ucciso da un giavellotto lanciato da Farrukh Hormizd, che poi aiutò Boran, figlia di Cosroe II, a salire al trono.

## Rilevanza storica
Shahrvaraz aveva svolto un ruolo importante nella guerra bizantina-sasanide del 602/628 e negli eventi verificatisi dopo la guerra; il suo ammutinamento contro Cosroe II fece piombare l'impero sasanide in una guerra civile. Dopo la morte di Shahrvaraz, suo figlio Shapur-i Shahrvaraz depose Boran e divenne re dell'impero adottando il nome di Sapore V. Il suo regno, tuttavia, non durò a lungo ed egli fu presto deposto dai nobili sasanidi. Nello stesso periodo, Niceta entrò al servizio dei bizantini, divenendo uno dei generali romei presenti alla battaglia dello Yarmuk durante le guerre arabo-bizantine.
Nei secoli successivi, ha preso forma una saga dettagliata ispirata a eroismo e romanticismo e relativa a Shahrvaraz. Nel periodo islamico, comparve nella leggenda di Umar ibn al-Numan e dei suoi figli che furono inclusi nelle Le mille e una notte, influenzando essa stessa l'epopea tardo-bizantina di Digenis Akritas.